# Weigela fujisanensis
Weigela fujisanensis är en tvåhjärtbladig växtart som först beskrevs av Tomitaro Makino, och fick sitt nu gällande namn av T. Nakai. Weigela fujisanensis ingår i släktet prakttryar, och familjen Diervillaceae. Inga underarter finns listade i Catalogue of Life.

## Bildgalleri

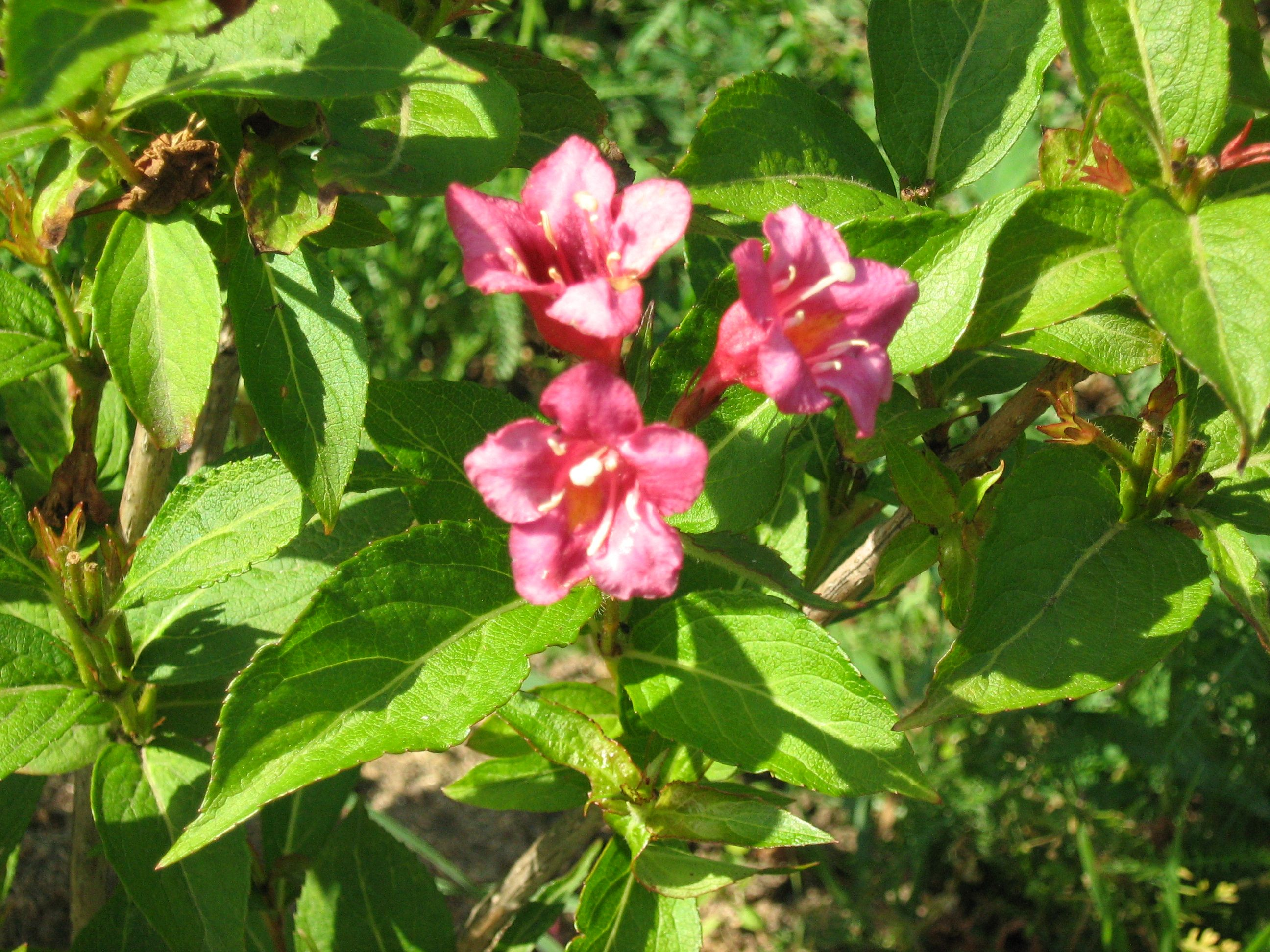
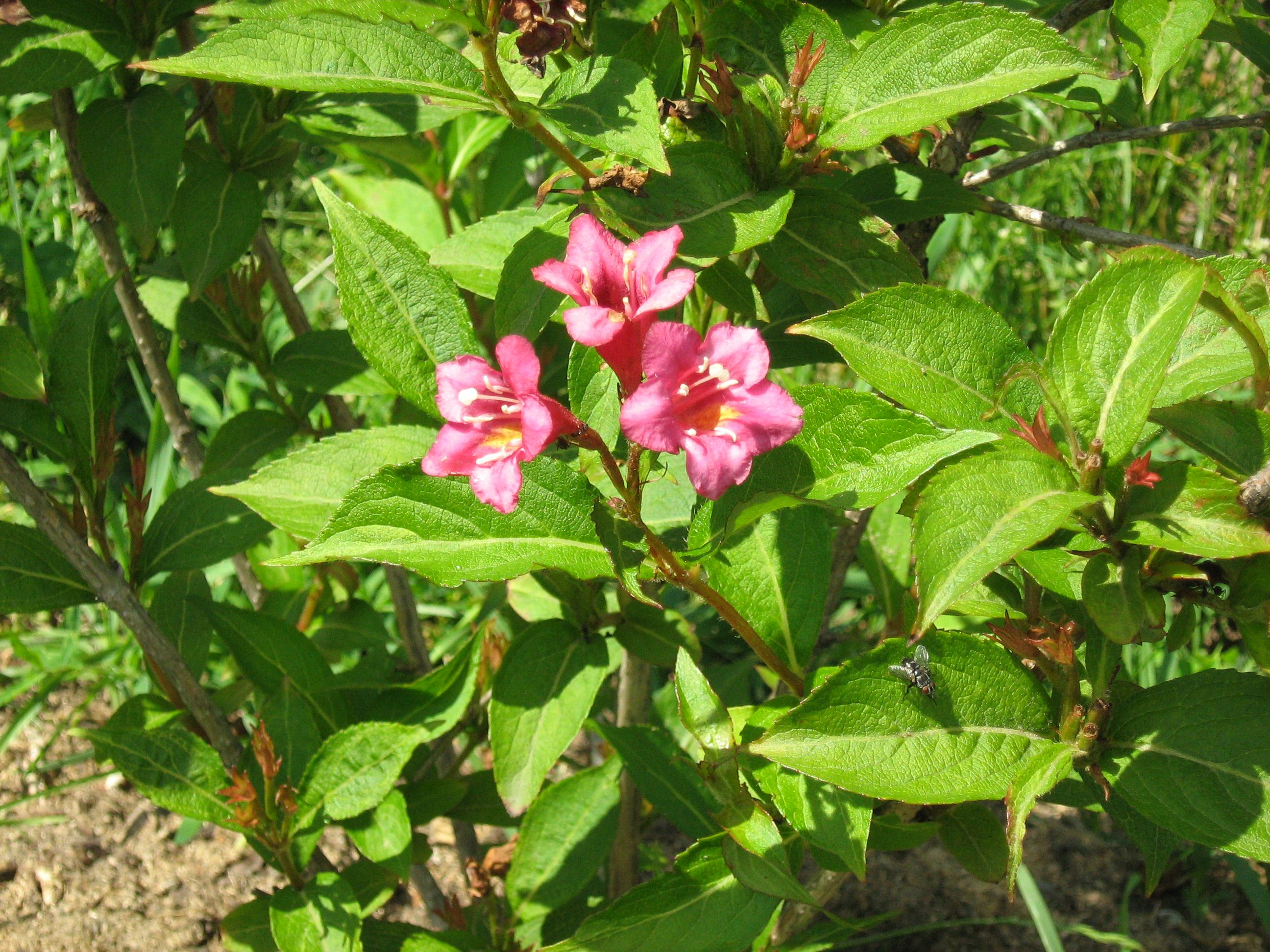
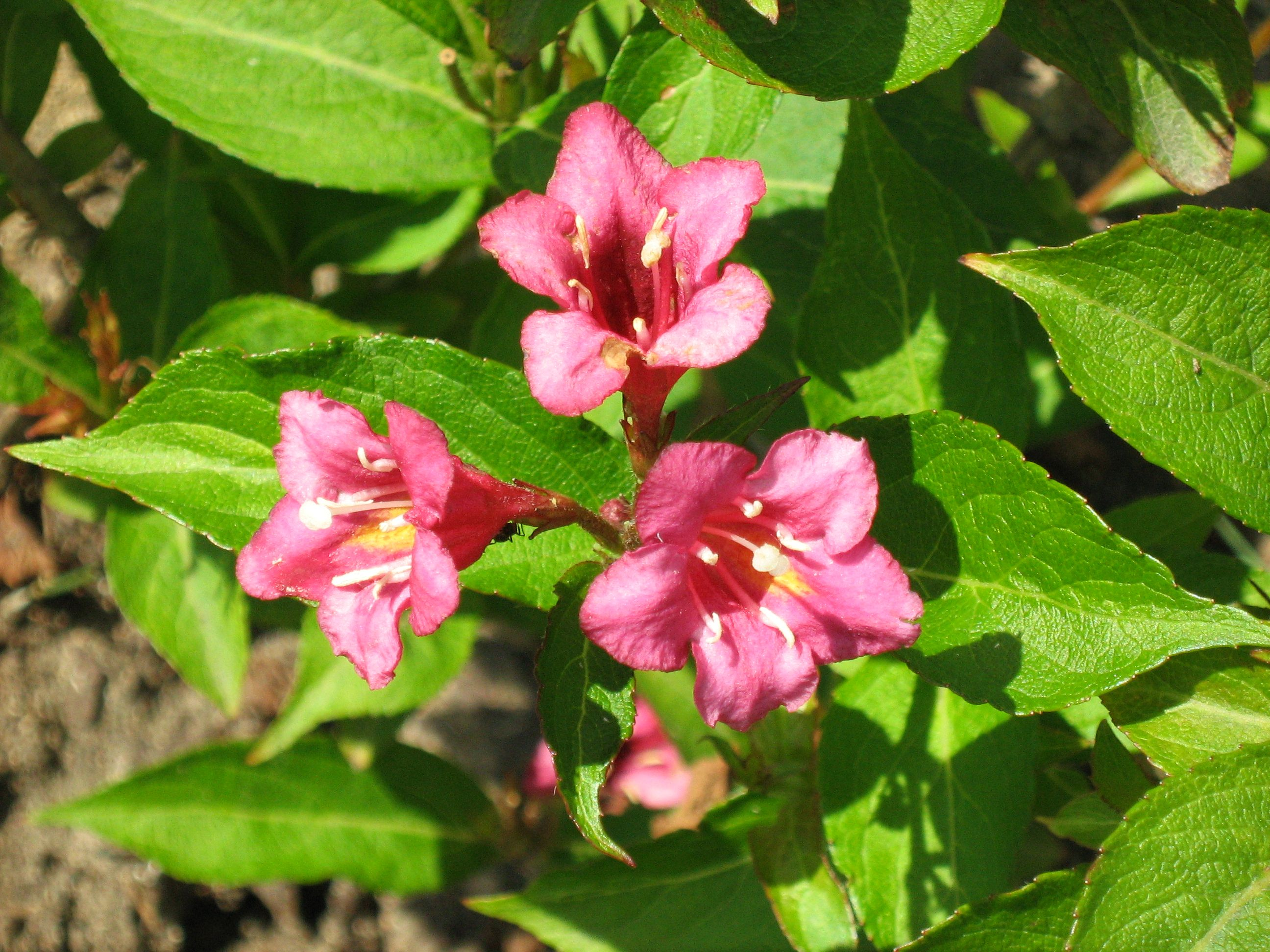
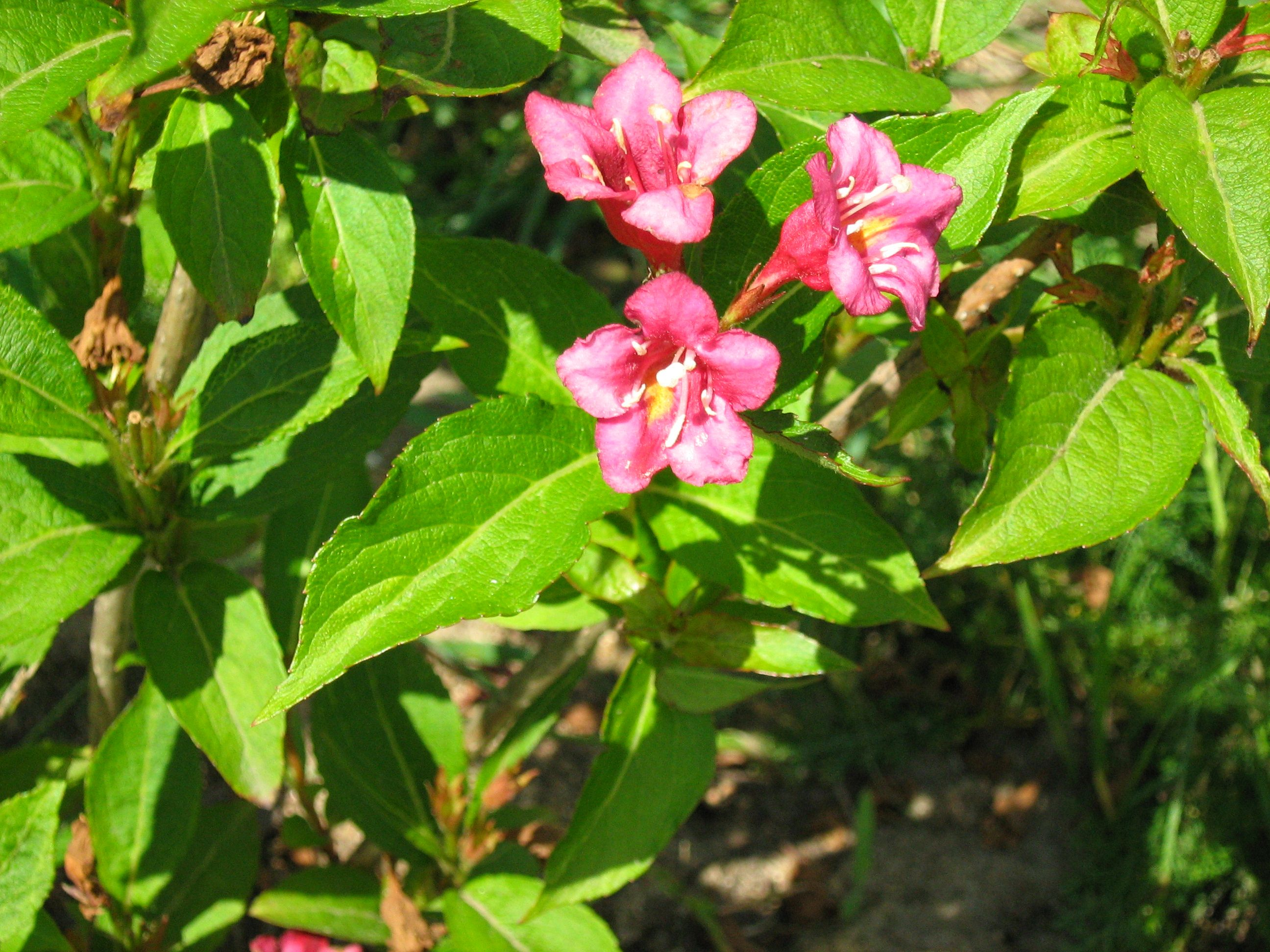